# Archibald Hutcheson
Archibald Hutcheson, britanski politik, * 1659, † 12. avgust 1740.
Hutcheson je bil član parlamenta Velike Britanije za Hastings (1713-1727) in za Westminster (1722).